# Saint-Gervais, Gard
Saint-Gervais är en kommun i departementet Gard i regionen Occitanien i södra Frankrike. Kommunen ligger i kantonen Bagnols-sur-Cèze som tillhör arrondissementet Nîmes. År 2022 hade Saint-Gervais 792 invånare.

## Befolkningsutveckling
Antalet invånare i kommunen Saint-Gervais
Referens:INSEE